# شارون هورگان
شارون هورگان (به انگلیسی: Sharon Horgan) (زاده ۱۳ ژوئیه ۱۹۷۰) بازیگر و نویسنده ایرلندی است. از کارهای معروف او می‌توان به بازی در فیلم تصور کن من و تو، چگونه یک دختر درست کنیم، سنگینی طاقت‌فرسای، مسابقات رالی جاده‌ای و باز هم این دختر شروع کرد اشاره کرد.